# Protestáns parókia
A protestáns egyházakban az esperesi kerületeket alkotó részeket parókiának nevezik. Hasonlít a parókiára az egyházközség, vagy más néven a plébánia. A parókiákat egy, az esperesi kerület vagy az egyházmegye által kinevezett lelkész vezeti. Némely országban (pl.: Antigua és Barbuda), ahol a brit királynő, azaz az Anglikán Egyház vezetője uralkodik, a parókiák az állami közigazgatás egységei.

## Parókiák az állami közigazgatásban
Közép-Amerikában, mégpedig a Kelet-Karibi Térségben, ahol a brit királynő a Nemzetközösség fejeként uralkodik, a parókiák állami közigazgatási egységek.
Ezen államok:
- Antigua és Barbuda
- Saint Vincent és a Grenadine-szigetek
- Saint Lucia
- Saint Kitts és Nevis
- Dominikai Közösség
- Grenada
- Barbados
- Jamaica (3 megye található, és azon belül van 14 parókia)

## Parókiák a protestáns egyházban
A parókia olyan a Protestáns Egyháznak, mint a plébánia a Katolikus Egyháznak, ezért minden protestáns államban található parókia.